# Goma elástica

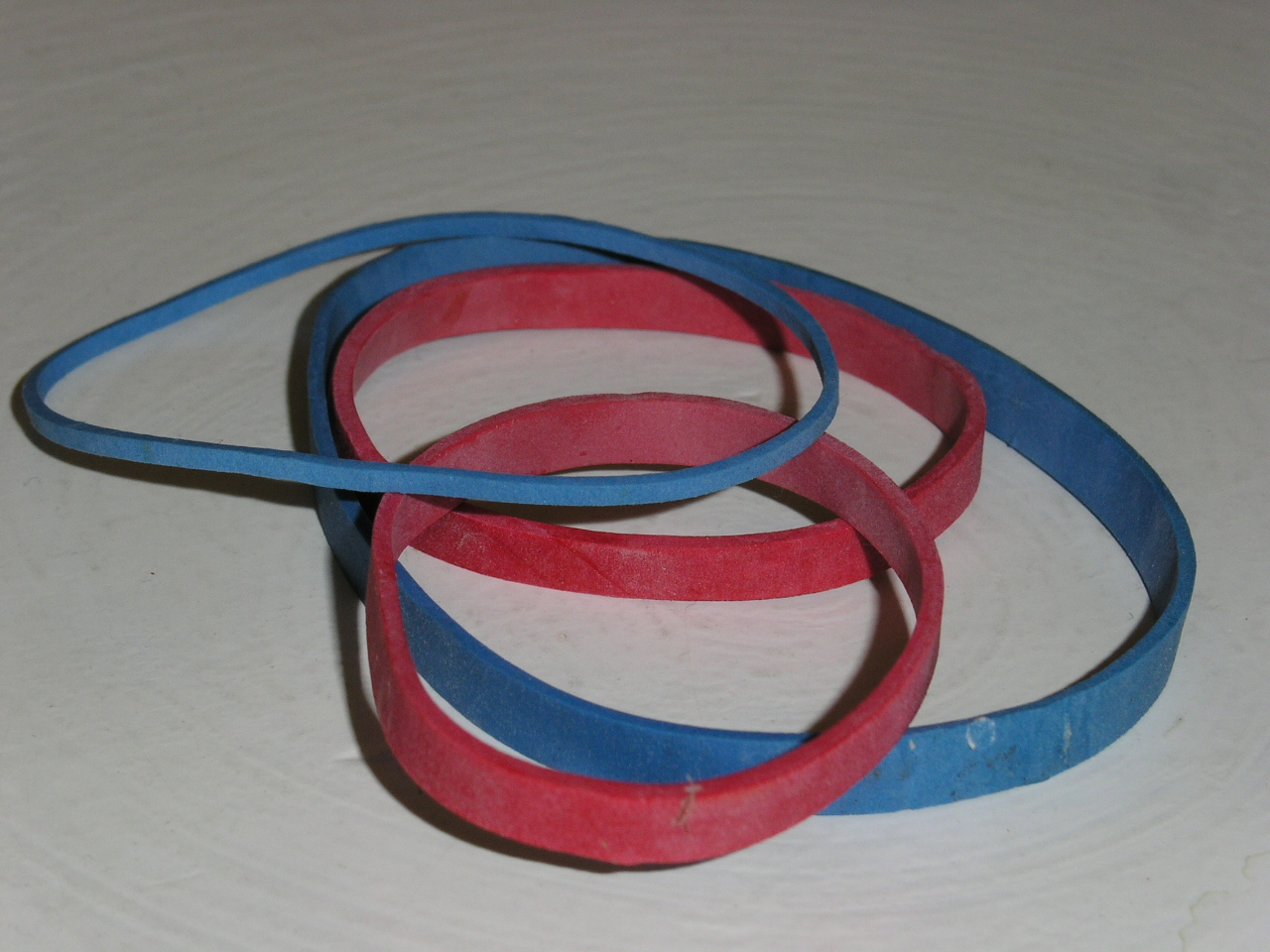
Gomas elásticas.

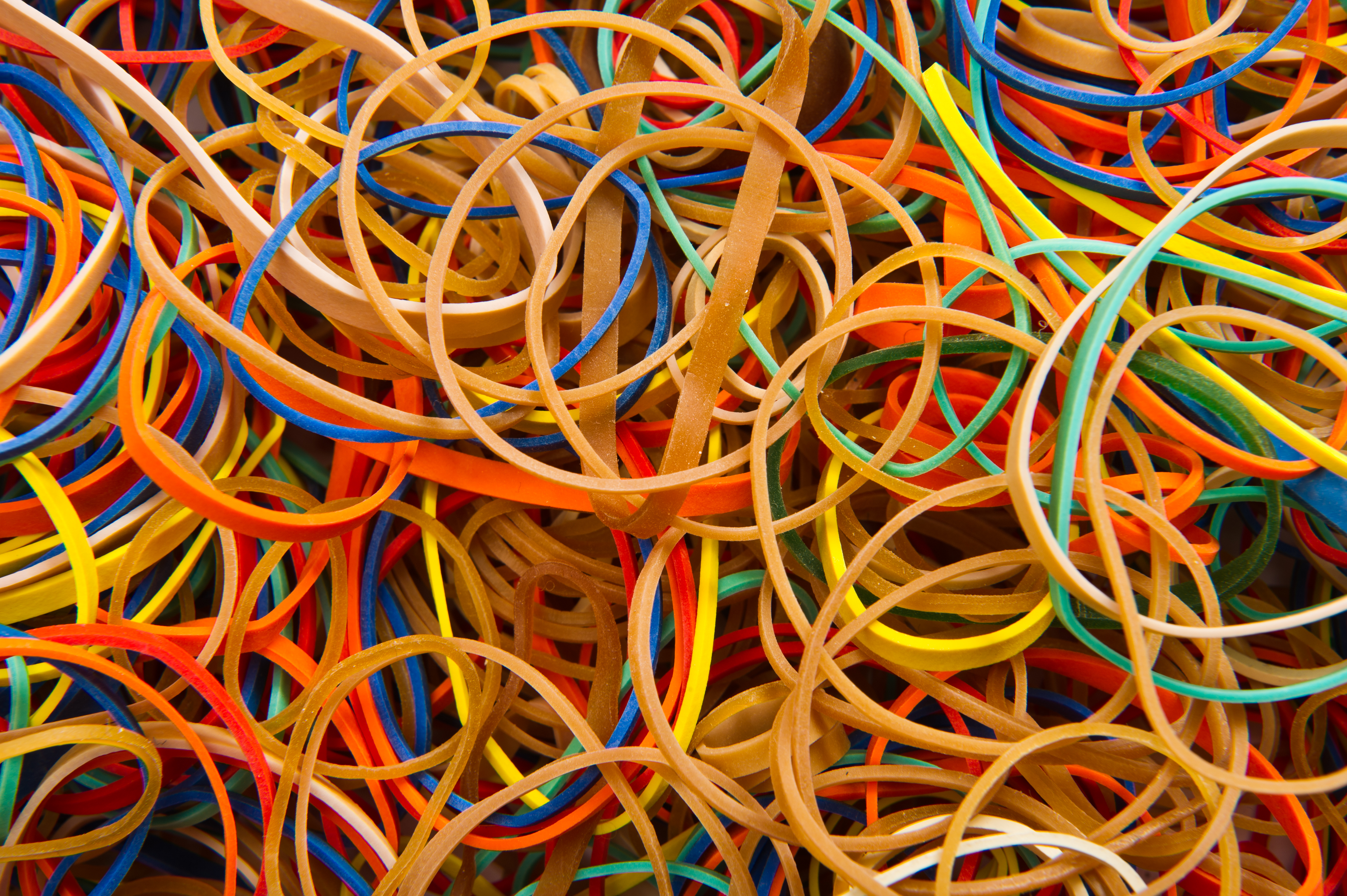
Gomas en diferentes colores y tamaños.

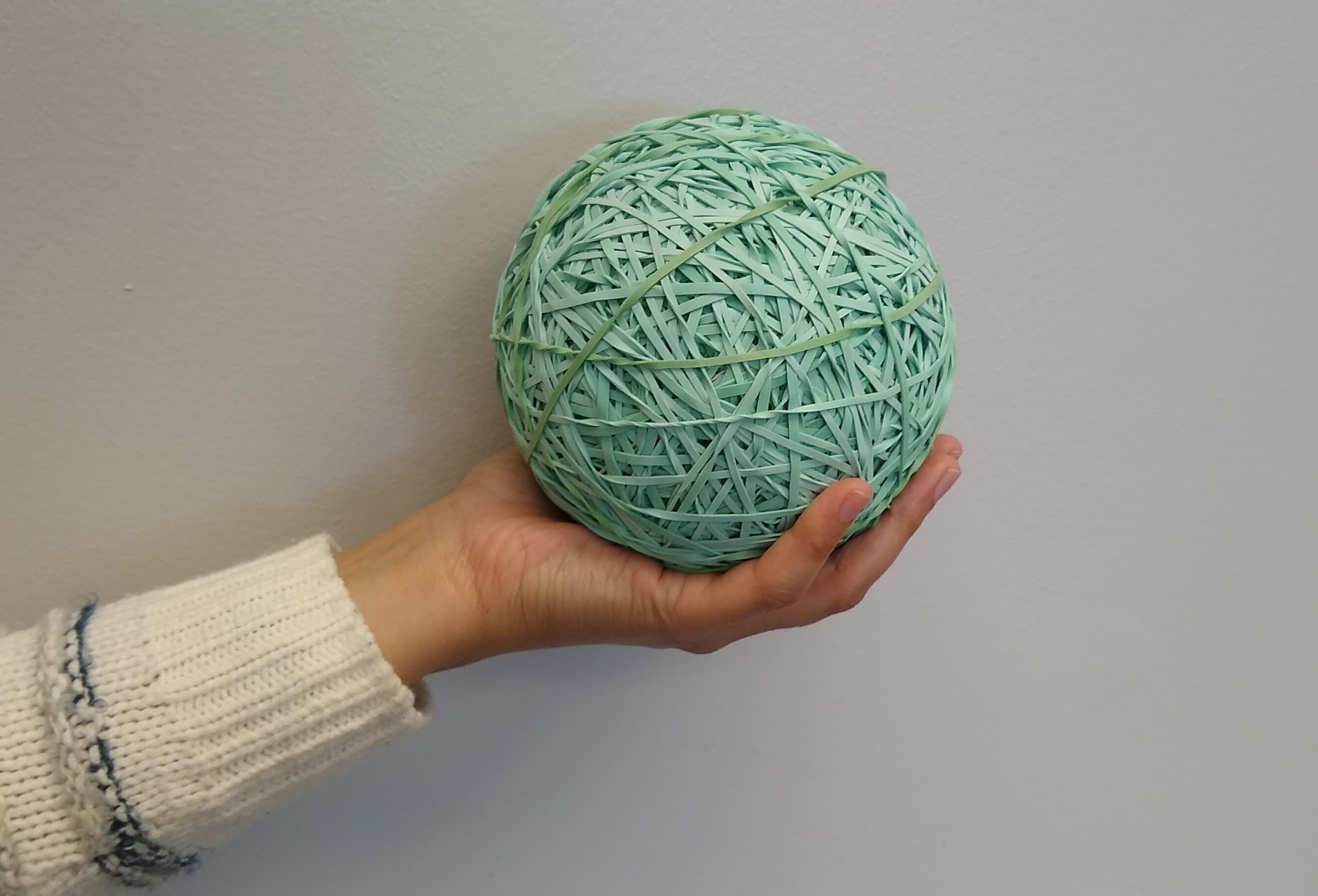
Goma elástica

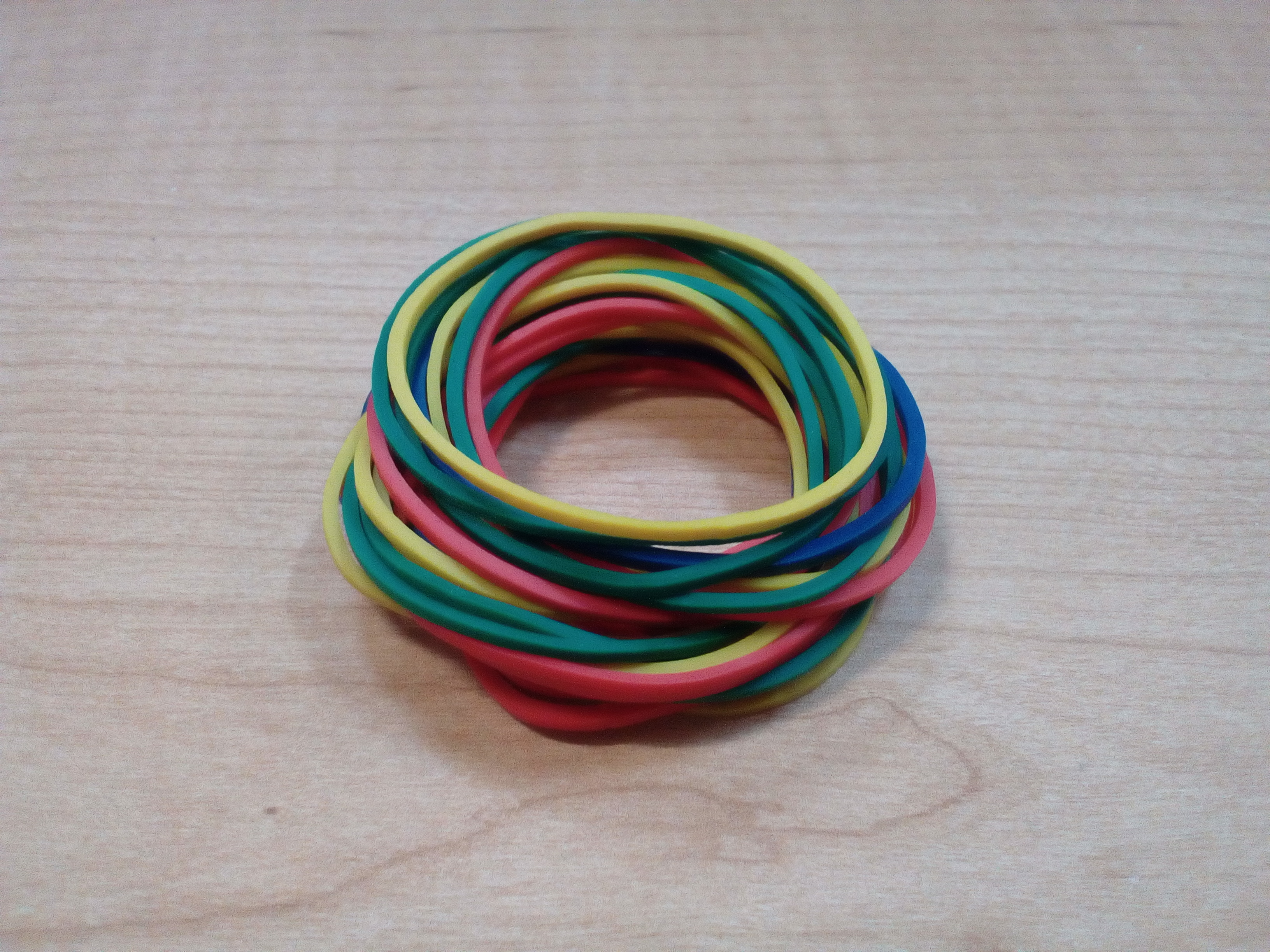
Goma elástica

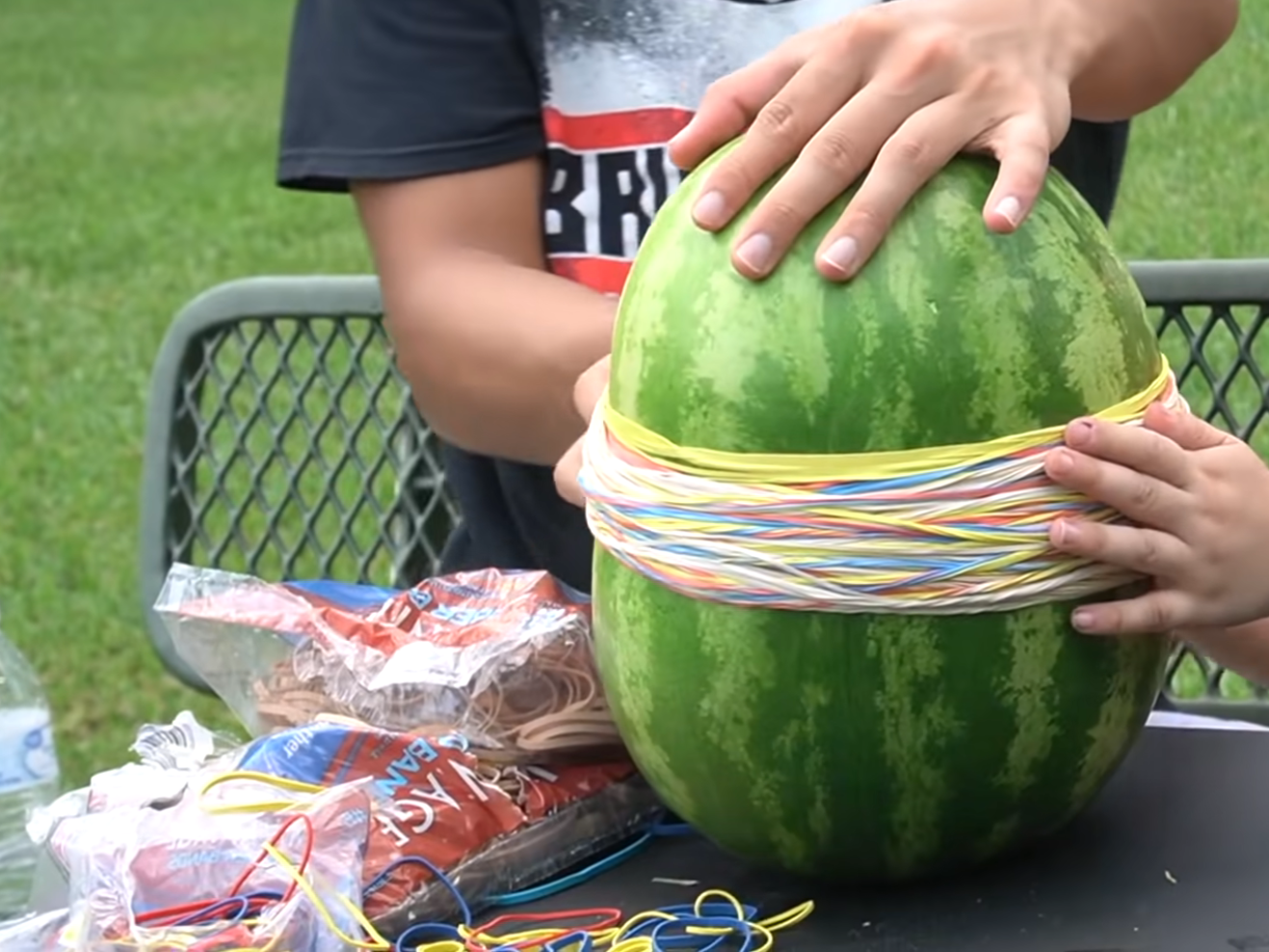
Goma elástica

Una goma elástica, también conocida coloquialmente como  liga, gomilla o gomita es una banda anular de caucho elástico utilizada comúnmente para mantener varios objetos juntos.
Está formada por las segregaciones de hule y caucho (también llamado así) de algunos vegetales y sintéticos, y contiene hidrocarburos que le dan una menor elasticidad pero le proporcionan esa dureza y adherencia características de la goma. La mayoría de las gomas se fabrican de caucho natural.
Es un aislante perfecto del agua y de la electricidad, pero tiene poca resistencia al fuego y al calor.
En usos comerciales la goma es utilizada en aparatos electrónicos como los reproductores de casetes y otros que contienen sistemas de engranaje mecánicos como los videos VHS.
La banda de caucho fue patentada en Inglaterra el 17 de marzo de 1845 por Stephen Perry. Algunos pueblos mesoamericanos (como aztecas y mayas) usaban ya productos de caucho natural hacia 1600 a. C.. Mezclaban látex con otros materiales para obtener las propiedades deseadas. En 1839, Charles Goodyear desarrolló la vulcanización que se utiliza para hacer caucho hoy.

## Comportamiento de la goma elástica
El comportamiento del caucho es altamente isótropo y además incompresible. Los modelos de Ogden y Mooney-Rivlin modelizan de manera bastante realista las relaciones no lineales entre tensiones y deformaciones.